# Chuar
Chūār o Chavar (farsi چوار) è una città dello shahrestān di Ilam, circoscrizione di Chuar, nella provincia di Ilam. Aveva, nel 2006, una popolazione di 5.574 abitanti.